# オンナのじかんですよ。
『オンナのじかんですよ。』はテレビ東京系列で放送されていたバラエティ番組。

## 主な出演者
- 坂下千里子
- 井上和香
- ほしのあき
- MEGUMI
- 若槻千夏（第2回以降）
- 木村匡也（ナレーター）

## 放送回数と時間
- 第1回 - 2006年12月26日（火曜日）23時～24時28分
- 第2回 - 2007年6月25日（月曜日）20時54分～22時48分

## スタッフ
- 構成 : 遠藤みちスケ、宇野真由美、中垣ヒデキ
- CAM : 酒井博、五十嵐陽
- VE : 粕谷弘樹
- AUD : 山本賢
- LT : 藤井輝夫
- 美術プロデューサー : 上村正三（フジアール）
- 美術進行 : 久保典子（フジアール）
- VTR編集 :
- MA : 円城寺暁
- CG : 谷本篤史
- ペイント : 菊地大介
- 音効 : 秋山武、土井隆昌
- 技術協力 : スウィッシュ・ジャパン、プログレッソ、イマジカ
- 編成 : 川口尚宏・森本正直（テレビ東京）
- 番宣 : 松坂忠光（テレビ東京）
- 制作デスク : 林由里江（テレビ東京）、五十嵐玲子
- AD : 上妻奈央
- ディレクター : 山下浩一
- 演出 : 中村肇
- プロデューサー : 加藤正敏（テレビ東京）、栗原志帆
- 製作 : テレビ東京、BEE BRAIN

## 遅れネット局
- TYSテレビ山口（TBS系列）